# A boszorkányok elveszett könyve (televíziós sorozat)
A boszorkányok elveszett könyve (eredeti cím: A Discovery of Witches) 2018-tól vetített brit romantikus dráma, fantasy televíziós sorozat, amely Deborah Harkness amerikai írónő trilógiája alapján készült.
A sorozat producerei Deborah Harkness, Jane Tranter, Ashley Pharoah és Julie Gardner. A főszerepekben Teresa Palmer, Matthew Goode, Edward Bluemel, Louise Brealey és Malin Buska láthatóak. A sorozat a Bad Wolf és a Sky Productions megbízásából készült, forgalmazója a Sky Vision.
Egyesült Királyságban a Sky One mutatta be 2018. szeptember 14-én. Magyarországon az HBO mutatta be.
2018 novemberében a Sky One megrendelte a 2. és 3. évadot a sorozatból. A tíz epizódból álló 2. évadot 2021. január 8-án kezdték heti bontásban leadni.

## Történet
Az Oxfordban tanító Dr Diana Bishop történész (Teresa Palmer) a könyvtárban ráakad egy Ashmole-kéziratra, amit régóta elveszettnek hittek. Diana boszorkány, amire csak nemrég ébredt rá, de nincs tisztában a saját erejével, és nem igazán tudja irányítani, csak időnként kitör belőle az energia. 
Egy Matthew Clairmont (Matthew Goode) nevű vámpír követni kezdi Dianát, és elmondja neki, hogy nekik szükségük van az „Élet könyve” nevet viselő kéziratra, és kipusztul a fajuk, ha nem használja a képességeit. Diana nem akarja odaadni neki, és mikor mégis visszamenne érte, a könyv eltűnik. 
Egy Peter Knox (Owen Teale) nevű sötét varázsló (szintén boszorkány), el akarja söpörni a vámpírokat a Földről. Azonban mindenkit köt egy ezer éve kimondott egyezség, amit a Nagytanács hozott, ami szerint két különböző faj között nem lehet romantikus kapcsolat. (A Nagytanácsnak kilenc tagja van, 3-3 boszorkány, vámpír és démon képviseli a saját faját. Az egyezséget a fajok keveredése ellen hozták, mivel elvileg mindannyian emberek, tehát utódokat tudnak létrehozni egymással is).
Diana erről nem tud, és megszereti Matthew-t (bár tudja róla, hogy vámpír), aki tudatosan, és a veszélyeket vállalva szegte meg a törvényt, ami elvileg a fajok közötti egyensúly fenntartását biztosítja.

## Szereplők
- Matthew Goode - Matthew Clairmont vámpír
- Teresa Palmer - Dr Diana Bishop, történész professzor Oxfordban, boszorkány
- Edward Bluemel
- Aiysa Shart
- Malin Buska - Satu Järvinen, finn boszorkány
- Alex Kingston
- Louisa Brealey
- Owen Teale - Peter Knox, boszorkány, a Nagytanács vezetője
- Lindsay Duncan - Ysabeau de Clairmont, Matthew Clairmont anyja
- Valarie Pettiford
- Trevor Eve
- Greg McHugh
- Tanya Moodie
- Amanda Hale – Mary Sidney